# Richard Brinkley (XVIe siècle)
Pour les articles homonymes, voir Richard Brinkley et Brinkley.
Richard Brinkley (mort probablement en 1525 ou 1526) était un maître provincial, franciscain d'Angleterre en juin 1524,.
Il aurait possédé selon Rendel Harris certains ouvrages religieux considérés aujourd'hui comme d'importance historique, parmi lesquels le Codex Leicester du Nouveau Testament (en),.
Installé à Cambridge vers 1480, diplômé en 1492. il maîtrise aussi bien le grec que l'hébreu et annote la plupart de ces ouvrages, y compris ceux dont il n'est pas propriétaire, traduisant probablement dans cette habitude une soif de transmettre une connaissance. Il emprunte même certains ouvrages sans jamais les restituer. Selon David Knowles, les contemporains lui doivent ainsi la connaissance du Nouveau Testament Grec (en).